# Округ Корсон (Јужна Дакота)
Корсон (енгл. Corson County) је округ у америчкој савезној држави Јужна Дакота.

## Демографија
По попису из 2010. године број становника је 4.050, што је 131 (-3,1%) становника мање него 2000. године.
| Група             | 2000.         | 2010.         |
| Белци             | 1.551 (37,1%) | 1.202 (29,7%) |
| Афроамериканци    | 4 (0,1%)      | 3 (0,1%)      |
| Азијати           | 2 (0,0%)      | 11 (0,3%)     |
| Хиспаноамериканци | 89 (2,1%)     | 106 (2,6%)    |
| Укупно            | 4.181         | 4.050         |